# فرانسنا مک‌کوروری
فرانسنا مک‌کوروری (انگلیسی: Francena McCorory؛ زادهٔ ۲۰ اکتبر ۱۹۸۸) دونده اهل ایالات متحده آمریکا است.
وی در مسابقات کشوری و بین‌المللی در مجموع برندهٔ ۶ مدال طلا، ۱ مدال نقره، ۱ مدال برنز شده‌است.